# Championnats du monde de cyclo-cross 1993
Navigation
Édition précédente Édition suivante
Les championnats du monde de cyclo-cross 1993 ont lieu les 30 et 31 janvier 1993 à Corva en Italie. Trois épreuves masculines sont au programme. C'est la dernière fois que le championnat du monde amateurs est au programme des mondiaux.

## Podiums
| Épreuves | Or                | Argent         | Bronze          |
| -------- | ----------------- | -------------- | --------------- |
| Élites   | Dominique Arnould | Mike Kluge     | Wim de Vos      |
| Amateurs | Henrik Djernis    | Ralph Berner   | Daniele Pontoni |
| Juniors  | Kamil Ausbuher    | Jaromír Friede | Miguel Martinez |

## Résultats

### Course élite[1]
Les favoris sont le tenant du titre, l'Allemand Mike Kluge, et le Néerlandais Adrie van der Poel, six fois deuxième du championnat du monde sans s'être jamais imposé. Le Belge Danny De Bie, vainqueur en 1989, fait figure d'outsider.
Longtemps en tête, Kluge est victime d'un saut de chaîne dans le dernier tour des huit tours et doit laisser passer le futur champion du monde Arnould, premier Français à s'imposer depuis les cinq sacres consécutifs d'André Dufraisse entre 1954 et 1958.
| Pos. | Cycliste           | Pays      | Temps          |
| ---- | ------------------ | --------- | -------------- |
|      | Dominique Arnould  | France    | 1 h 3 min 17 s |
|      | Mike Kluge         | Allemagne | + 9 s          |
|      | Wim de Vos         | Pays-Bas  | + 16 s         |
| 4    | David Pagnier      | France    | + 47 s         |
| 5    | Adrie van der Poel | Pays-Bas  | + 2 min 07 s   |
| 6    | Fabrizio Margon    | Italie    | + 2 min 22 s   |
| 7    | Beat Wabel         | Suisse    | + 2 min 33 s   |
| 8    | Paul De Brauwer    | Belgique  | + 2 min 36 s   |
| 9    | Sandro Bono        | Italie    | + 2 min 37 s   |
| 10   | Luca Bramati       | Italie    | + 2 min 46 s   |

### Classement des amateurs
| Pos. | Cycliste            | Pays      | Temps       |
| ---- | ------------------- | --------- | ----------- |
|      | Henrik Djernis      | Danemark  | 46 min 23 s |
|      | Ralph Berner        | Allemagne | + 0:06      |
|      | Daniele Pontoni     | Italie    | + 0:30      |
| 4    | Ondřej Lukeš        | Tchéquie  | + 0:30      |
| 5    | Richard Groenendaal | Pays-Bas  | + 0:36      |
| 6    | Thomas Frischknecht | Suisse    | + 0:40      |
| 7    | Dariusz Gil         | Pologne   | + 0:43      |
| 8    | Marc Janssens       | Belgique  | + 0:46      |
| 9    | Pavel Elsnic        | Tchéquie  | + 0:51      |
| 10   | Urs Marwalder       | Suisse    | + 1:08      |

### Classement des juniors
| Pos. | Cycliste          | Pays      | Temps       |
| ---- | ----------------- | --------- | ----------- |
|      | Kamil Ausbuher    | Tchéquie  | 45 min 18 s |
|      | Jaromír Friede    | Tchéquie  | + 0:38      |
|      | Miguel Martinez   | France    | + 0:51      |
| 4    | Beat Blun         | Suisse    | + 0:53      |
| 5    | Urs Steinmann     | Allemagne | + 1:05      |
| 6    | Elvis Zucchi      | Italie    | + 1:26      |
| 7    | Gretienus Gommers | Pays-Bas  | + 1:31      |
| 8    | Mark Eberhard     | Allemagne | + 1:57      |
| 9    | Aleš Mudroch      | Tchéquie  | + 2:35      |
| 10   | Yader Zoli        | Italie    | + 2:35      |

## Tableau des médailles
| Rang | Nation    | Or | Argent | Bronze | Total |
| ---- | --------- | -- | ------ | ------ | ----- |
| 1    | Tchéquie  | 1  | 1      | 0      | 2     |
| 2    | France    | 1  | 0      | 1      | 2     |
| 3    | Danemark  | 1  | 0      | 0      | 1     |
| 4    | Allemagne | 0  | 2      | 0      | 2     |
| 5    | Pays-Bas  | 0  | 0      | 1      | 1     |
| 5    | Italie    | 0  | 0      | 1      | 1     |